# Macrophiothrix variabilis
Macrophiothrix variabilis är en ormstjärneart som först beskrevs av Duncan 1887.  Macrophiothrix variabilis ingår i släktet Macrophiothrix och familjen Ophiothrichidae. Inga underarter finns listade i Catalogue of Life.